# Víztorony

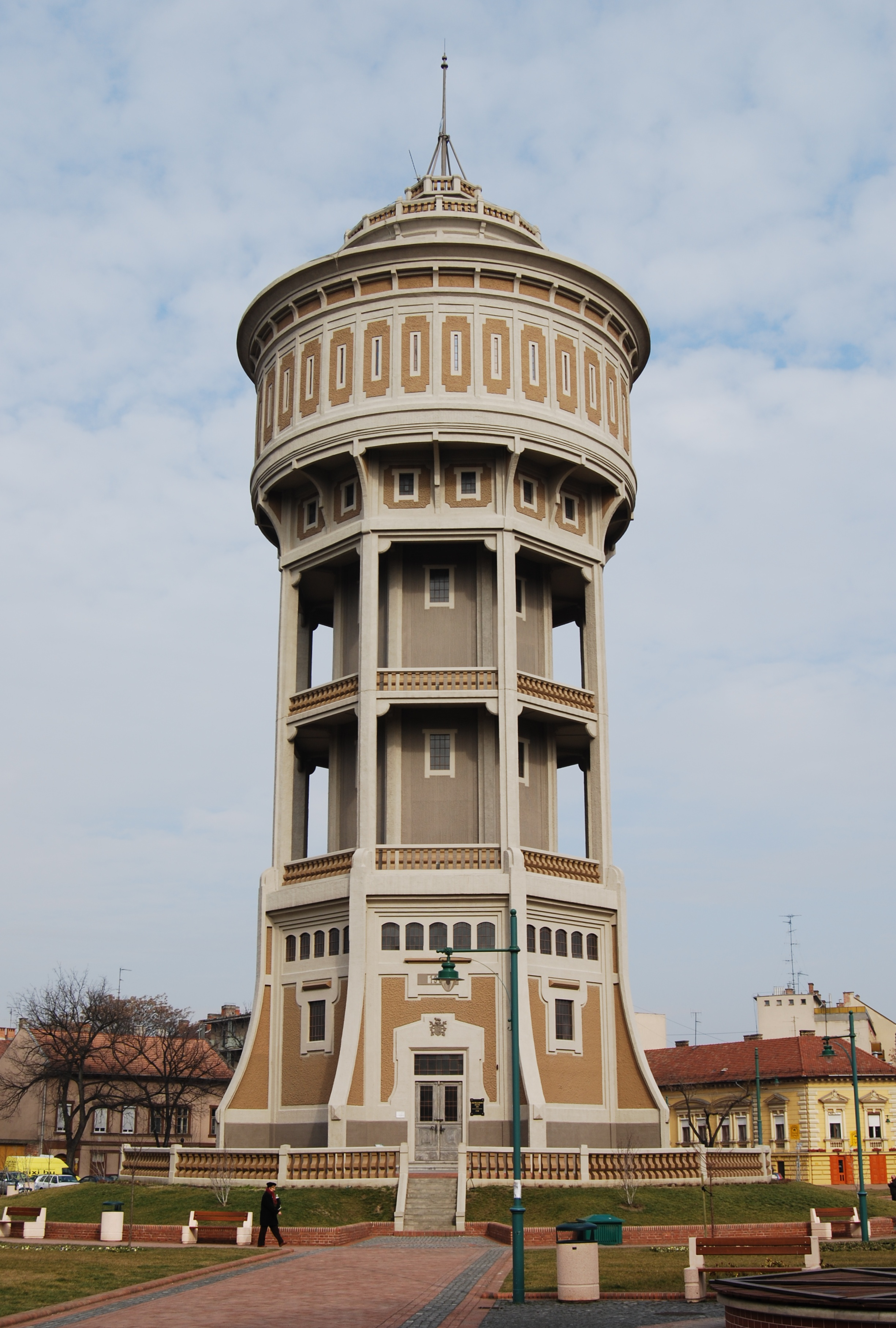
A szegedi „Öreg hölgy” víztorony

A víztorony a vízhálózat kiszolgálására épült nagyméretű víztartály, amit olyan magasan helyeznek el, hogy a gravitáció révén így kialakuló hidrosztatikai nyomás elegendő legyen a hálózat működéséhez. A víz a magasba emelés után a közlekedőedények elve alapján mozog tovább.
A nyomás a magasság szerint 10,2 centiméterenként 1 kilopascallal nő. 30 méteres magasságnál a nyomás így eléri a 300 kilopascalt, ami már kielégíti a szokásos háztartási és hálózati igényeket. A felhőkarcolók vízellátásáról rendszerint az adott épület tetején elhelyezett külön víztartályokkal (víztornyokkal) gondoskodnak.
A víz felemeléséről manapság elektromos szivattyúkkal gondoskodnak, de néhány helyen máig fennmaradtak a szélkerekes megoldások is. Ez utóbbi módszer különösen elterjedt volt Kaliforniában, ahol az egyes háztartások kiszolgálására építettek ilyesmiket az 1850-es évektől egészen 1930-ig.
Sok, az ipari forradalom idején épült víztornyot mára építészeti emlékként tartanak számon. Magyarországon például egyedi ipartörténeti műemléki védettséggel bír a szegedi Öreg hölgy, az ország legrégebbi (1904-ben átadott) vasbeton víztornya. A kiszolgált és kiváltott víztornyokat, ha nem bontják el őket, gyakran exkluzív házakká, panorámás luxuslakásokká alakítják át.
Méretüket tekintve a víztornyok igen változatosak lehetnek. Jelenleg a legnagyobb tárolókapacitással a dél-karolinai McBee melletti 45 000 köbméteres torony bír.[forrás?] A kisebb, egy-egy települést vagy mezőgazdasági üzemet kiszolgáló víztornyokat gömb alakú tartályaik nyomán hidroglóbusznak hívjuk. A méretezés rendszerint tükrözi a helység/üzem napi fogyasztását.

## Jellemzői

A víztorony működése:
1 – szivattyú
2 – tartály
3 – felhasználók

A víztorony többnyire betonból vagy téglából épül. A fémből épült víztorony általában gömb alakú (ezt „hidroglóbusz”nak nevezik). Ha a hidrosztatikus nyomás nem megfelelően magas, annak több következménye lehet:

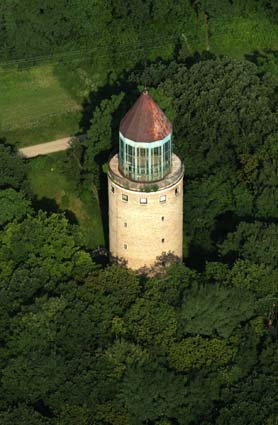
A Gödöllői Agrártudományi Egyetem parkjában a közeli egyetemi lakótelep vízellátási gondjainak enyhítésére az ötvenes években Jánossy György és Czebe István építész tervei alapján épült ez a víztorony

- a víz nem éri el az ellátandó épületek felső emeleteit;
- a víz nem megfelelő erővel folyik;
- víztorony nélkül a dombos vidékeken a talajvízzel együtt szennyeződés kerülhet a vízbe.

A víztorony tetejében lévő víztartály több rekeszre van szétosztva. A rekeszek szimmetrikusan helyezkednek el, hogy különböző vízmennyiségek a torony statikus egyensúlyát ne bontsák meg. Amíg az egyik rekeszben javítási, karbantartási, vagy fertőtlenítési munkát végeznek, addig a másik rekesz a vízellátást továbbra is biztosítja. A víztartály a költségtakarékos üzemeltetést is segíti. A víztartály feltöltését az olcsóbb éjszakai árammal lehet végezni, míg a nappali csúcsfogyasztás egy részét a tartályban tárolt víz biztosítja. A szükséges víznyomást vízszivattyú is előállíthatja, ez azonban költségesebb megoldás. Amióta távvezérelt vagy teljesen automatikus elektronikus hajtásrendszerekkel sikerült a vízszivattyú nyomását megfelelően szabályozni, több helyen megszüntették a víztornyokat, és csupán vízszivattyúra hagyatkoznak. Dombos vagy hegyes vidéken víztorony helyett alternatívaként esetleg egy vízfolyás mesterségesen felduzzasztott tavát vagy egy magasabb hegy belsejében épített medencét használják víztározónak és érik el a kellő nyomást.

## Víztornyokkal szemben támasztott követelmények
A víztornyokkal, mint magastárolókkal szemben támasztott követelmények vízellátás-technológiai szempontból elsődlegesen a következők:
- vízzáróság
- a tároló anyaga ne rontsa a víz minőségét
- legyen a víz jól szellőztetett
- a víz folyamatos mozgására van szükség a vízpangás elkerülésére
- védeni kell a vizet a közvetlen erős fénytől és hőhatástól
- a torony tartályának lehetőleg több kamrából kell állnia, hogy üzem közben tisztítható legyen
- a víztoronyhoz csatlakozó vezetékek elzárhatók legyenek, kivéve a túlfolyót, melybe elzárás nem helyezhető, a túlfolyó- és ürítő vezetékekben vízzárról kell gondoskodni
- különleges rendeltetés esetén (pl. átmenetileg gázos víz tárolása) feleljen meg az érvényes életvédelmi és biztonságtechnikai követelményrendszer előírásainak

A víztornyokkal nagy építési költségük miatt elsősorban csak a vízfogyasztás kiegyenlítése érdekében legszükségesebb tárolótérfogatot vagy annak egy részét és a nélkülözhetetlen oltóvíz tartalékot biztosítják. Az egyéb tárolandó vízmennyiséget az olcsóbb mélytárolóval földbe süllyesztett medencével tárolják. A víztorony tárolótérfogata és a tárolás szintmagasságának meghatározása egyébként azonos a magastárolású medencékével.

## Mai felhasználása
Az ipari forradalom alatt számos víztorony készült, melyeket ma építészeti jellegzetességnek, emléképületnek tekintünk, és nagy részüket művészeti értékük miatt őrizzük meg. Néhányat szállóhellyé vagy turista-látványossággá alakítottak. Ilyen például a Margit-szigeti víztorony, amely a Fővárosi Vízművek Zrt. logójában is szerepel, azonban ez a víztorony már nem a vízművek tulajdona. Jelenleg kiállítóhelyként és kilátóként üzemel. Híres víztorony-tervet készített Kecskemét város számára Lechner Ödön szecessziós stílusban, ez azonban nem épült meg. Napjainkban tárgyalások folynak arról, felépítsék-e a látványos épületet.
Napjainkban viszonylag kevés víztorony épül, ilyen például a Tétényi-fennsíkon álló, 3000 köbméteres torony, melyet 2008. április 24-én adtak át.
Sok városi víztorony tetejére annak idején nagy betűkkel ráfestették a város nevét, ezzel segítve a repülés hőskorának pilótáit.